# Rio Santo Amaro
Rio Santo Amaro är ett vattendrag i Brasilien.   Det ligger i delstaten Maranhão, i den östra delen av landet, 1 300 km norr om huvudstaden Brasília.
Omgivningarna runt Rio Santo Amaro är huvudsakligen savann. Runt Rio Santo Amaro är det ganska glesbefolkat, med 26 invånare per kvadratkilometer.